# Ernst Brugger

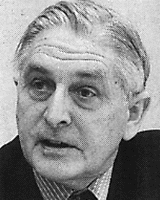

Ernst Brugger (Bellinzona, 10 maart 1914 - Gossau, 20 juni 1998) was een Zwitsers politicus.
Brugger was de zoon van een treinmachinist die tevens kleine boer was. Hij werkte enige tijd op de boerderij van zijn vader en leerde er de fijne kneepjes van het boerenvak. Ernst Brugger studeerde aan de kweekschool op 19-jarige leeftijd af. In Frankrijk en Engeland volgden verdere studies; in Engeland haalde hij ook zijn pilotenbrevet. Na zijn terugkeer in Zwitserland werkte hij eerst als tweedegraads leraar. In 1947 werd hij in de gemeenteraad van Gossau (kanton Zürich) gekozen. Van 1947 tot 1967 zat hij (als partijloos politicus 1947-1959) in de Grote Raad (kantonnaal parlement) van Zürich.
Van 1959 tot 1973 was Ernst Brugger voor de Vrijzinnig-Democratische Partij (FDP) lid van de Regeringsraad van Zürich. Hij beheerde de Departementen van Binnenlandse Zaken en Justitie (1959-1967) en het Departement van Economische Zaken (1967-1973). Van 1 mei 1964 tot 30 april 1965 was hij voorzitter van de Regeringsraad van Zürich.
Op 10 december 1969 werd Ernst Brugger in de Bondsraad gekozen. Hij bleef lid tot 31 januari 1978. Hij beheerde het Departement van Economische Zaken.
Als minister van Economische Zaken werd Brugger geconfronteerd met de economische depressie waarmee Zwitserland in de jaren 70 kampte. Hij nam de nodige maatregelen om de economie te doen opleven. Tijdens de oliecrisis van 1973 nam hij maatregelen om de Zwitserse olievoorraad op peil te houden. In 1972 tekende hij samen met minister van Buitenlandse Zaken Pierre Graber in Brussel een handelsverdrag met de EEG.
In 1973 was Ernst Brugger vicepresident en in 1974 bondspresident van Zwitserland.
Na zijn aftreden was hij tot 1985 werkzaam als directeur van de Zwitserse Volksbank en van 1977-1988 als president van Pro Infirmis.